# Акира Китагучи
Акира Китагучи (на японски: 北口 晃) е японски футболист.

## Национален отбор
Записал е и 10 мача за националния отбор на Япония.
| Япония | Япония | Япония |
| Година | Мачове | Голове |
| ------ | ------ | ------ |
| 1958   | 3      | 1      |
| 1959   | 7      | 0      |
| Общо   | 10     | 1      |